# Mykolas Krupavičius
Mykolas Krupavičius (ur. 1 października 1885 w Balwierzyszkach, zm. 4 grudnia 1970 w Chicago) – litewski duchowny rzymskokatolicki i polityk, minister rolnictwa Republiki Litewskiej (1923–1926), autor przeprowadzonej na Litwie w dwudziestoleciu międzywojennym reformy rolnej.
Po ukończeniu szkoły podstawowej w Igliszkanach uczył się w seminarium nauczycielskim w Wejwerach. W 1905 podjął pracę jako nauczyciel w miejscowościach guberni łomżyńskiej. Od 1907 do 1908 nauczał również w Popielanach.
W latach 1908–1913 uczył się w seminarium duchownym w Sejnach. Trzy lata później ukończył Akademię Duchowną w Piotrogrodzie. 13 maja 1914 został wyświęcony przez biskupa Cieplaka na księdza rzymskokatolickiego. W 1917 wyznaczono go kapelanem gimnazjum litewskiego w Woroneżu. Podczas pobytu w Rosji założył Litewską Partię Chrześcijańsko-Demokratyczną. Po wybuchu rewolucji bolszewickiej został skazany na śmierć przez trybunał ludowy, jednak w maju 1918 udało mu się wrócić na Litwę.
Po uzyskaniu przez Litwę niepodległości objął 1 grudnia 1918 kierownictwo nad Komisją ds. Reformy Rolnej (lit. Žemės reformos komisija). Od 1919 do 1923 kierował Komitetem Centralnym Litewskiej Partii Chrześcijańsko-Demokratycznej. W 1920 został wybrany w skład Sejmu Ustawodawczego. Mandat odnawiał w 1922, 1923 i 1926 roku. W rządach chrześcijańskiej demokracji pełnił urząd ministra rolnictwa (1923–1926). Był odpowiedzialny za przeprowadzenie reformy rolnej w radykalnej postaci, co doprowadziło do zniwelowania wpływów polskiego ziemiaństwa na Litwie. Po przejęciu władzy przez centrolewicę, a później tautininków poświęcił się dalszemu kształceniu: studiował socjologię, ekonomię, prawo i dziennikarstwo na uniwersytetach w Lille i Tuluzie. Po powrocie na Litwę został wikarym w Godlewie (1930–1931). Od 1931 do 1933 wykładał w seminarium duchownym w Wyłkowyszkach. W latach 1933–1935 sprawował posługę proboszcza w Wejwerach, a później do 1942 w Kalwarii.
Podczas okupacji niemieckiej aresztowany przez Gestapo (grudzień 1942) i więziony w Ejtkunach i Tylży, później również w klasztorze karmelitów w Ratyzbonie. Po wyzwoleniu przez armię amerykańską mieszkał w Niemczech Zachodnich, po czym wyjechał w 1956 do Stanów Zjednoczonych. Od 1945 do 1955 stał na czele Wysokiego Komitetu Wyzwolenia Litwy (lit. Vyriausiasis Lietuvos išlaisvinimo komitetas) – quasi-rządu emigracyjnego.